# Gascueña de Bornova
Gascueña de Bornova es un municipio y localidad española de la provincia de Guadalajara, en la comunidad autónoma de Castilla-La Mancha. El término tiene una población de 25 habitantes (INE 2024).

## Geografía
Está situado en la falda de la sierra de Alto Rey. El término municipal es atravesado por el curso del río Bornova.

## Historia
A mediados del siglo XIX, el lugar contaba con una población censada de 224 habitantes. La localidad aparece descrita en el octavo volumen del Diccionario geográfico-estadístico-histórico de España y sus posesiones de Ultramar de Pascual Madoz de la siguiente manera:

GASCUEÑA: l. con ayunt. en la prov. de Guadalajara (8 leg.), part. jud. de Atienza (3), aud. terr. de Madrid (18), c. g. de Castilla la Nueva, dióc. de Sigüenza. (5) sit. en la falda de la sierra de Alto Rey, con libre ventilacion y clima frio, las enfermedades mas comunes son tercianas y cuartanas: tiene 66 casas, la de ayunt. que sirve de cárcel; escuela de instruccion primaria frecuentada por unos 30 alumnos de ambos sexos; una fuente de buenas aguas; igl. parr. servida por un cura y un sacristan. Confina el térm. con los de Robredo, Semillas, Villares, Bustares y La Nava de Jadraque; dentro de él se encuentran varios manantiales, el desp. de Castilpelayo, 2 erm., y minas de plata, plomo y hierro, unas y otras en esplotacion, ofreciendo las primeras un resultado bastante satisfactorio. El terreno es de inferior calidad; comprende varios trozos de prados; le baña el r. Bornoba cuyas aguas solo proporcionan riego á unas 10 fan. caminos: los que dirigen á los pueblos limítrofes. correo: se recibe y despacha en la estafeta de Atienza. prod.: poco trigo, centeno, cebada, patatas y algunas legumbres; se cria ganado lanar, cabrio y vacuno. ind.: la agrícola y el trabajo en las minas. pobl.: 60 vec., 224 alm. cap. prod.: 926,670 rs. imp. 83,400  contr.: 5,318 rs.
(Madoz, 1847, p. 328)

Hasta la reforma de la nomenclatura municipal de 1916 el municipio se llamaba simplemente Gascueña. En dicha fecha su nombre fue modificado por el de Gascueña de Bornova.

## Demografía
Gascueña de Bornova cuenta con una población de 25 habitantes (INE 2024).

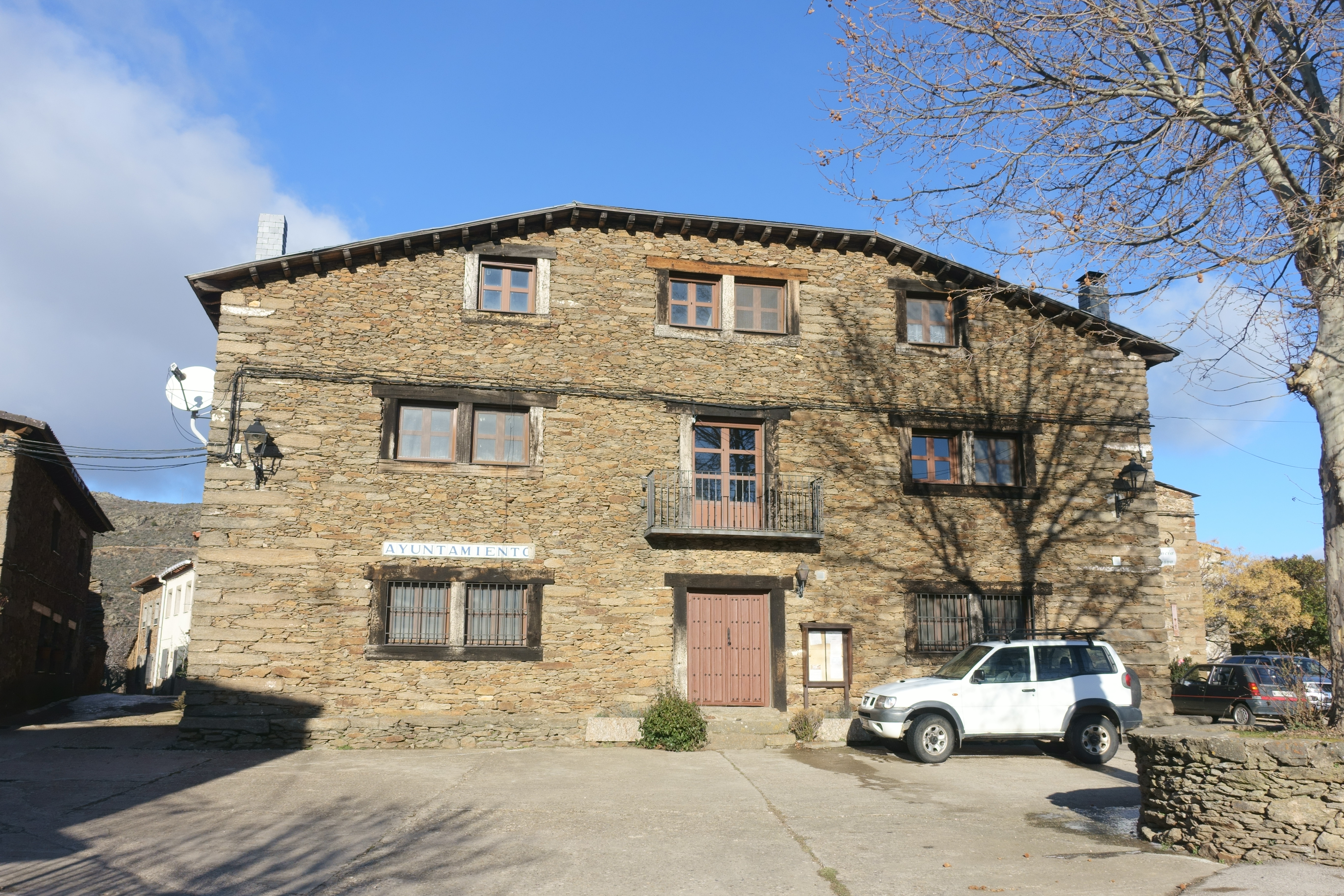
Casa consistorial

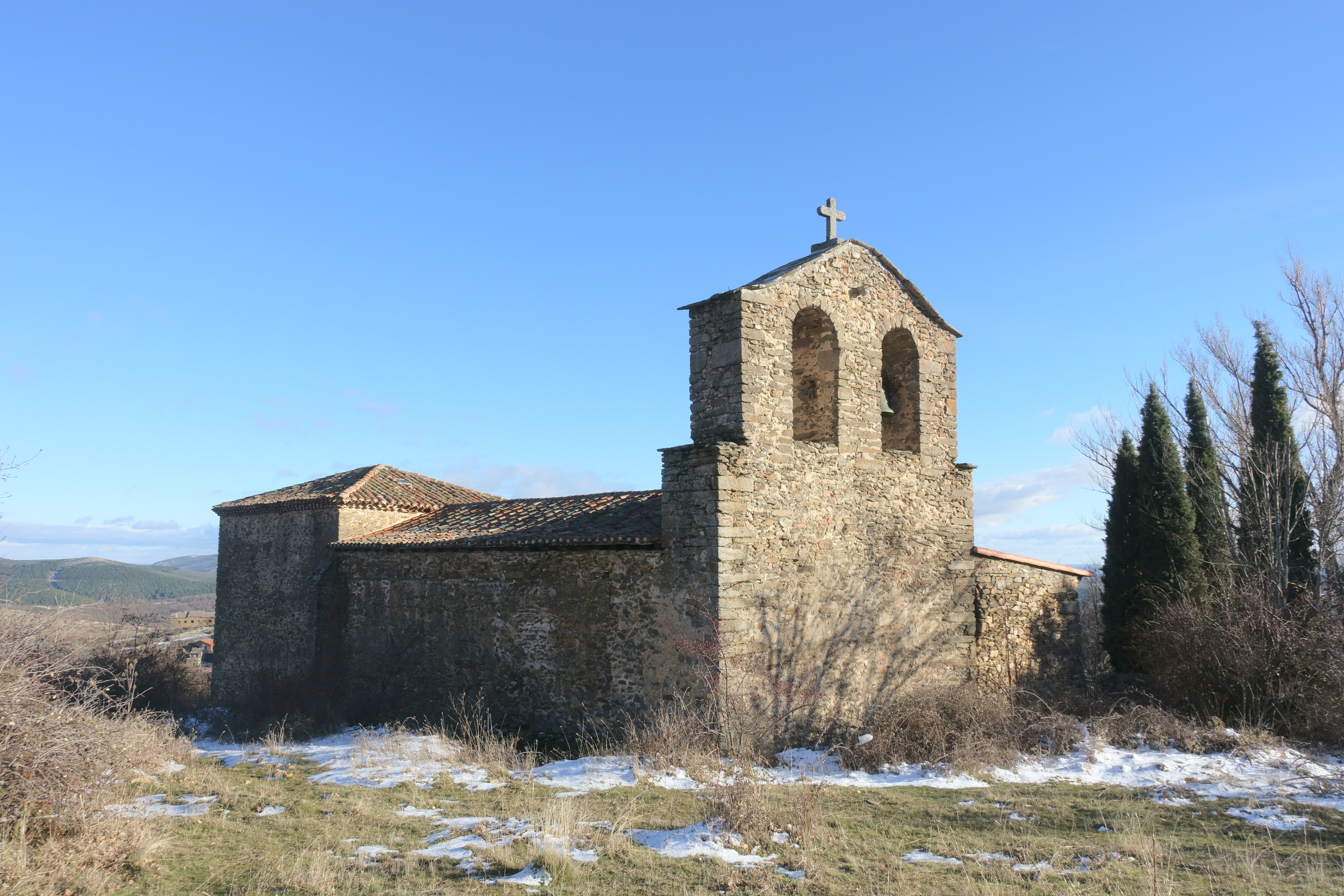
Iglesia de la Asunción de Nuestra Señora

| Gráfica de evolución demográfica de Gascueña de Bornova entre 1842 y 2021                                           |
| |
| Población de derecho según los censos de población del INE Población de hecho según los censos de población del INE |

## Administración
| Periodo   | Nombre                  | Partido |
| --------- | ----------------------- | ------- |
| 2003-2007 | Amalia Somolinos Barrio |         |
| 2007-2011 | Miguel Somolinos Parra  | PP      |
| 2011-2015 | Miguel Somolinos Parra  | PP      |
| 2015-2019 | Miguel Somolinos Parra  | PP      |

### Evolución de la deuda viva
El concepto de deuda viva contempla solo las deudas con cajas y bancos relativas a créditos financieros, valores de renta fija y préstamos o créditos transferidos a terceros, excluyéndose, por tanto, la deuda comercial.
Entre los años 2008 a 2014 este ayuntamiento no ha tenido deuda viva.